# Pohár mistrů evropských zemí 1958/1959
Sezóna 1958/59 byla čtvrtým ročníkem Poháru mistrů evropských zemí. Jejím vítězem se stal španělský klub Real Madrid, který tak získal čtvrtý titul v řadě.

## Předkolo
| Domácí v 1. zápase     | Celkem   | Hosté v 1. zápase      | 1. zápas | 2. zápas |
| ---------------------- | -------- | ---------------------- | -------- | -------- |
| Standard Liège         | 6–3      | Heart of Midlothian FC | 5–1      | 1–2      |
| Beşiktaş JK            | (kont.)1 | Olympiakos Pireus      | –        | –        |
| Young Boys             | (kont.)2 | Manchester United FC   | –        | –        |
| NK Dinamo Záhřeb       | 3–4      | Dukla Praha            | 2–2      | 1–2      |
| Jeunesse Esch          | 2–23     | IFK Göteborg           | 1–2      | 1–0      |
| Ards FC                | 3–10     | Stade de Reims         | 1–4      | 2–6      |
| Wismut Karl Marx Stadt | 4–44     | Petrolul Ploieşti      | 4–2      | 0–2      |
| Atlético Madrid        | 13–1     | Drumcondra             | 8–0      | 5–1      |
| Polonia Bytom          | 0–6      | MTK Budapešť           | 0–3      | 0–3      |
| KB                     | 5–55     | Schalke 04             | 3–0      | 2–5      |
| Juventus               | 3–8      | Wiener Sport-Club      | 3–1      | 0–7      |
| DOS                    | 4–6      | Sporting CP            | 3–4      | 1–2      |

Pozn.: Týmy Real Madrid, Wolverhampton Wanderers FC, CDNA Sofia a HPS byly nasazeny přímo do prvního kola.
1 Olympiacos se vzdal z politických důvodů účasti.
2 Manchester United byl pozván k účasti, neboť při letecké havárii v průběhu minulého ročníku zahynulo 8 jeho hráčů a ročník tak dohrával s velmi provizorní sestavou. Anglická fotbalová asociace mu ale účast znemožnila.
3 IFK Göteborg porazil Jeunesse Esch 5:1 v rozhodujícím zápase na neutrální půdě.
4 Wismut Karl Marx Stadt porazil Petrolul Ploieşti 4:0 v rozhodujícím zápase na neutrální půdě.
5 Schalke 04 porazilo KB 3:1 v rozhodujícím zápase na neutrální půdě.

## První kolo
| Domácí v 1. zápase         | Celkem | Hosté v 1. zápase      | 1. zápas | 2. zápas |
| -------------------------- | ------ | ---------------------- | -------- | -------- |
| Sporting CP                | 2–6    | Standard Liège         | 2–3      | 0–3      |
| Wiener Sport-Club          | 3–2    | Dukla Praha            | 3–1      | 0–1      |
| MTK Budapešť               | 2–6    | Young Boys             | 1–2      | 1–4      |
| Atlético Madrid            | 2–21   | CDNA Sofia             | 2–1      | 0–1      |
| IFK Göteborg               | 2–6    | Wismut Karl Marx Stadt | 2–2      | 0–4      |
| Wolverhampton Wanderers FC | 3–4    | Schalke 04             | 2–2      | 1–2      |
| Real Madrid                | 3–1    | Beşiktaş JK            | 2–0      | 1–1      |
| Stade de Reims             | 7–0    | HPS                    | 4–0      | 3–0      |

1 Atlético Madrid porazilo CSKA Sofii 3:1 v rozhodujícím zápase na neutrální půdě.

## Čtvrtfinále
| Domácí v 1. zápase | Celkem | Hosté v 1. zápase      | 1. zápas | 2. zápas |
| ------------------ | ------ | ---------------------- | -------- | -------- |
| Standard Liège     | 2–3    | Stade de Reims         | 2–0      | 0–3      |
| Atlético Madrid    | 4–1    | Schalke 04             | 3–0      | 1–1      |
| Wiener Sport-Club  | 1–7    | Real Madrid            | 0–0      | 1–7      |
| Young Boys         | 2–21   | Wismut Karl Marx Stadt | 2–2      | 0–0      |

1 Young Boys porazil Wismut Karl Marx Stadt 2:1 v rozhodujícím zápase na neutrální půdě.

## Semifinále
| Domácí v 1. zápase | Celkem | Hosté v 1. zápase | 1. zápas | 2. zápas |
| ------------------ | ------ | ----------------- | -------- | -------- |
| Young Boys         | 1–3    | Stade de Reims    | 1–0      | 0–3      |
| Real Madrid        | 2–21   | Atlético Madrid   | 2–1      | 0–1      |

1 Real Madrid porazil Atlético Madrid 2:1 v rozhodujícím zápase na neutrální půdě.

## Finále
| 3. června 1959 18:00 UTC+1               |        |                |                                                                      |
| Real Madrid                              | 2 – 0  | Stade de Reims | Neckarstadion, Stuttgart diváci: 72 000 rozhodčí: Albert Dusch (NSR) |
| Enrique Mateos 1' Alfredo Di Stéfano 47' | Report |                | Neckarstadion, Stuttgart diváci: 72 000 rozhodčí: Albert Dusch (NSR) |

## Vítěz
| Pohár mistrů evropských zemí 1958/59 Real Madrid (4. titul) Rogelio Domínguez, Marquitos, José Santamaría, José María Zárraga, Juan Santisteban, Antonio Ruiz, Raymond Kopa, Enrique Mateos, Alfredo Di Stéfano, Héctor Rial, Francisco Gento, Ferenc Puskás Trenér: Luis Carniglia |